# Ivo Alfredo
Ivo Jesus António e Alfredo (Lubango, 28 maggio 1968) è un ex cestista angolano.

## Carriera
Con l'Angola ha disputato due edizioni dei Campionati mondiali (1990, 1994).